# 大阪芝居〜街編〜
「大阪芝居〜街編〜」（おおさかしばい まちへん）はわかぎゑふ作、朝深大介演出の大阪城ウルトラ春の乱2007参加作品。

## 出演
- 野田晋市
- 生田朗子
- わかぎゑふ
- 千田訓子
- 上田宏
- 谷川未佳
- 米倉啓
- 祖父江伸如
- 濱崎大介（相川陽平役）[1]
- 小野雄也
- 福井千夏
- 橋田雄一郎
- 森崎正弘（MousePiece-ree）
- 上田泰三（MousePiece-ree）
- 早川丈二（MousePiece-ree）
- 小山茜（売込隊ビーム）
- 三谷恭子（売込隊ビーム）
- 梅本真里恵（売込隊ビーム）

### スタッフ
- 舞台監督 - 山本真一郎
- 舞台美術 - 池田ともゆき（TANC!池田意匠事務所）
- 音響 - 久保剛（PAC）
- 照明 - 奥村誠志郎（M.C.S）
- 大道具 - アーティスティックポイント
- 宣伝美術 - 尾崎久美子
- 衣装・小道具 - リリパットアーミーII
- イラスト - 中西らつ子
- 制作・企画 - 玉造小劇店[2]

### 協力
- アルファソリューション
- 売込隊ビーム
- 大阪城ホール
- 天下の台所改善実行委員会
- TANC!池田意匠事務所
- PAC
- MousePiece-ree
- リコモーション